# 관악고등학교
관악고등학교(冠岳高等學校)는 대한민국 서울특별시 영등포구 양평동2가에 위치한 공립 고등학교이다.

## 학교 연혁
- 1973년 12월 30일 : 관악고등학교 12학급 설립인가
- 1974년 2월 2일 : 초대 이석경 교장 취임
- 1974년 3월 4일 : 제1회 입학식(12학급 720명)
- 1977년 1월 18일 : 제1회 졸업식(졸업생 619명)
- 1999년 2월 : 학교 급식 시설 및 식당 준공 (50.2평)
- 1999년 2월 : 특수학급 1학급 신설
- 2000년 3월 1일 : 남녀 공학으로 학칙 변경
- 2002년 5월 28일 : 학교 정보화 센터 신축
- 2009년 11월 27일 : 인조잔디구장 개장
- 2020년 8월 27일 : 제17대 강성철 교장 취임
- 2021년 3월 2일 : 1학년 234명 입학식 거행
- 2022년 1월 7일 : 제46회 졸업식 245명, 졸업생 총수 26,255명

## 참고 자료
- 관악고등학교 - 한국교육학술정보원 학교알리미